# Sgurr Fiona
Sgurr Fiona är ett berg i Storbritannien.   Det ligger i kommunen Highland och riksdelen Skottland, i den norra delen av landet, 800 km nordväst om huvudstaden London. Toppen på Sgurr Fiona är 1 060 meter över havet.
Terrängen runt Sgurr Fiona är huvudsakligen kuperad.Runt Sgurr Fiona är det mycket glesbefolkat, med 2 invånare per kvadratkilometer. Närmaste större samhälle är Ullapool, 12,3 km nordost om Sgurr Fiona. Trakten runt Sgurr Fiona består i huvudsak av gräsmarker.